# Arundinella bengalensis
Arundinella bengalensis är en gräsart som först beskrevs av Spreng., och fick sitt nu gällande namn av George Claridge Druce. Arundinella bengalensis ingår i släktet Arundinella och familjen gräs. Inga underarter finns listade i Catalogue of Life.